# Giuseppe Noto
Giuseppe Noto (Torre del Greco, 1883 - Milà, 1979) fou un baríton italià.
Va iniciar la seva carrera operística el 1915 al Teatro San Carlo de Nàpols, encarnant Amonasro a Aida. L’any 1919 va actuar al Teatro Donizetti de Bèrgam, i el 1921 va triomfar al Teatro Regio de Torí com a Kurwenal a Tristan und Isolde.
El 1922 va ser convidat a La Scala de Milà, on va destacar a Il Tabarro. Va repetir aquest paper, així com el de Gérard a Andrea Chénier, el 1929 al Teatro Massimo de Palerm. El 1926 havia actuat al Covent Garden, on va compartir escenari amb la reconeguda Maria Jeritza a I gioielli della Madonna i va interpretar també Jago a Otello.
Va participar en estrenes com Nerone (1935) i Il Malato imaginario de Jacopo Napoli (1939) al San Carlo de Nàpols. Els seus últims anys els va passar a la Casa di riposo Verdi de Milà.
Va cantar diverses temporades al Gran Teatre del Liceu de Barcelona.